# Lina Erpenstein
Lina Erpenstein (* 23. Oktober 1996 in Aschaffenburg) ist eine deutsche Windsurferin. Ihr bisher größter Erfolg ist der 3. Platz in der Wave-Gesamtwertung des Windsurf World Cups 2022.

## Biografie
Erpenstein kam durch ihren Vater im Alter von 13 zum Windsurfen. Während ihrer Schulzeit surfte sie vorwiegend während der Ferien in Tarifa. Ihre ersten Wettkämpfe wollte sie 2013 bestreiten, jedoch konnten sowohl das Wave-Event des Deutschen Windsurf Cups als auch das des Windsurf World Cups auf Sylt wegen zu wenig Wind nicht ausgetragen werden. In der Saison 2015 nahm sie erstmals an den World Cups auf den Kanarischen Inseln teil und klassierte sich zum Saisonende auf dem 12. Platz der Waverangliste. Als beste U20-Fahrerin des Jahres wurde sie damit auch Juniorenweltmeisterin.
Beim World Cup in Pozo Izquierdo 2017 konnte sie sich als dritte zum ersten Mal auf dem Podium klassieren. Diesen Erfolg konnte sie 2018 beim Windsurf World Cup Sylt wiederholen. In den Jahren 2017 bis 2019 schrammte sie zudem als vierte der Wave-Gesamtwertung nur knapp am Podium vorbei. Ende September 2019 gewann Erpenstein im dänischen Klitmøller den Europameistertitel in der Welle.
Nachdem Erpenstein in der Saison 2022 beim Event in Pozo den vierten Rang belegte und beim finalen Wettkampf auf Sylt die Moreno Twins als Führenden der Wave-Wertung nicht teilnahmen, hätte sie mit einem Sieg Weltmeisterin werden können. Sie unterlag jedoch knapp mit ca. drei Punkten der späteren Weltmeisterin Sarah-Quita Offringa und wurde schließlich dritte der Wave-Gesamtwertung.
Erpenstein lebt in Kiel und studiert seit dem Wintersemester 2017/18 Medizin an der Christian-Albrechts-Universität. In ihrer Freizeit tritt sie als DJ auf.

## Erfolge

### World Cup
- Vier Podestplätze

| Saison | Wave  | Wave   | Freestyle | Freestyle |
| Saison | Platz | Punkte | Platz     | Punkte    |
| ------ | ----- | ------ | --------- | --------- |
| 2015   | 12.   | 3442   | –         | –         |
| 2016   | 6.    | 5773   | –         | –         |
| 2017   | 4.    | 2910   | –         | –         |
| 2018   | 4.    | 21.420 | –         | –         |
| 2019   | 4.    | 20.655 | –         | –         |
| 2022   | 3.    | 14.535 | –         | –         |
| 2023   | 7.    | 18.073 | 5.        | 9.600     |

### Weitere Erfolge
- Europameisterin Wave 2019[5]
- Juniorenweltmeisterin Wave 2015[4]